# Heterodoxie
Een heterodoxie of dwaalleer is een leer die afwijkt van de officiële of orthodoxe leer. Een overtuiging kan dus per definitie alleen door een "orthodoxe" tegenstander bestempeld worden als dwaalleer, niet vanuit een objectief standpunt. 
De term heterodox is afgeleid van het Grieksd ἕτερος (heteros, anders) en δόξα (doxa, leer). De notie komt voornamelijk voor in christelijke kerken (het katholicisme, de Oosters-Orthodoxe Kerk en het protestantisme) en het jodendom, maar bestaat ook in de islam en in enkele andere godsdiensten. Heterodoxie wordt ook wel aangeduid als ketterij. De persoon die de dwaalleer verkondigt, wordt een dwaalleraar genoemd.
Het tegenovergestelde, homodoxie, is een leer die voor een gehele groep mensen als de waarheid gezien wordt.